# Legiunea Română din Franța
Legiunea Română din Franța a fost o unitate militară reprezentată de un corp de voluntari de naționalitate română, cu drapel propriu, care s-a constituit în Franța la sfârșitul perioadei acesteia de beligeranță din Primul Război Mondial și a existat între 22 octombrie 1918 și 10 iulie 1919. 

## Context
Constituirea unei Legiuni pe pământ francez a fost una din preocupările principale ale emigrației române. În intenție, această Legiune ar fi urmat să contribuie la efortul militar al Antantei pe Frontul de Vest. În condițiile ieșirii României din război însă, prin semnarea Păcii de le Buftea, organizarea ei a fost întârziată atât datorită ezitărilor factorilor de decizie ai Antantei, cât și datorită neînțelegerilor dintre reprezentanții emigrației române.
În Franța se aflau pe lângă prizonierii etnici români din Transilvania și Bucovina – soldați ai Austro-Ungariei luați prizonieri în cursul luptelor din Serbia (unii încă din 1914) și Macedonia, militari ai Armatei Române cu diferite misiuni, sau plecați în același timp cu generalul Dumitru Iliescu după încheierea preliminariilor de la Buftea. Alți militari au plecat din România odată cu Misiunea Militară Franceză (negăsind o unitate militară constituită din români, ultimii s-au înrolat în Legiunea străină, pentru a lupta în continare). Printre cei plecați s-au aflat și voluntari transilvăneni demobilizați, nemulțumiți de încheierea păcii impuse de germani.

## Înființare
După înființarea sa la 30 aprilie 1918, Comitetul Național al Românilor din Transilvania și Bucovina a preluat în mod oficial misiunea organizării Legiunii. Însărcinat cu organizarea corpului de voluntari, a fost generalul Iliescu. Odată cu formarea Consiliului Național al Unității Române (la Paris la începutul lunii octombrie 1918), activitatea de formare a unității a căpătat un nou impuls, una dintre comisiile acestuia servind acestui scop. Printre personalitățile vieții politice din Franța care au sprijinit în mod activ eforturile de constituire a unei Legiunii militare române, s-au remarcat cu deosebire Albert Thomas și Franklin Bouillon, iar dintre ofițerii francezi,  Th. Massou, Brunnel și Charles Tateau au sprijinit organizarea primelor detașamente de voluntari.
Printr-un ordin al președintelui Republicii Franceze, Raymond Poincaré, pe 22 octombrie 1918 Legiunea a căptat statut oficial. În componența unității au intrat fie români care nu au fost de acord cu capitularea țării (civili, sau soldați care au părăsit țara clandestin), fie prizonieri români din trupele austro-ungare (din rândul ultimilor formându-se un prim grup de voluntari, recrutați prin eforturile senatorului Dumitru Drăghicescu și ale unor fruntași transilvăneni stabiliți la Paris). Printre prizonieri a fost desfășurată o propagandă intensă, cu scopul educarii lor în spirit patriotic și pentru înrolare în Legiune. Un sprijin important în ceea ce privește această activitate a avut sublocotenentul D. Rădoi (absolvent al Școlii de Comerț din Brașov) și învățătorii I. Oancea și S. Turtureanu. Consiliul Național al Unității Române a încercat să înroleze voluntari transilvăneni și din Statele Unite sau dintre foștii prizonieri de război aflați în Siberia.
Datorită însă refuzului oficialilor francezi de a recunoaște gradele căpătate în Armata Austro-Ungară, în luna octombrie 1918 o parte dintre cei care semnaseră pentru înrolare s-au retras.

## Activitate
Unitatea a fost atașată Legiunii străine franceze, în regimentul de marș al acesteia de la Lyon. Pentru scurt timp,  voluntarii ardeleni au fost reuniți în garnizoana Parisului, în subzistența Batalionului 26 Vânători din Vincennes. Echiparea s-a făcut cu uniforme ale Legiunii Străine, având ca semn distinctiv cocarde și insigne în culorile naționale românești. Datorită Armistițiului de la Compiègne însă, soldații săi nu au mai ajuns să participe la lupte.
La modul practic deoarecea aprobarea pentru formarea Legiunii a venit târziu, unitatea a fost numai formal constituită, astfel că la începutul anului 1919 mulți soldați  și ofițeri – răspândiți în diverse tabere militare de pe teritoriul Franței, au cerut să se înroleze pentru a putea să se reîntoarcă în țară cât mai repede. La 2 martie 1919, Legiunii Române din Franța i-a fost dat drapelul național în timpul unei solemnități publice desfășurate în fortul Sucy de lângă Paris, de către Alexandru Vaida-Voevod. 
Singura misiune a soldaților Legiunii a fost aceea de a sprijini după Marea Unire, autoritățile române în efortul militar de apărare a noilor teritorii. Repatrierea membrilor unității s-a produs în iunie-iulie 1919. La 20 iunie a debarcat la Constanța ultimul eșalon al Batalionului I de voluntari și pe 10 iulie cei rămași bolnavi în spitalele din Franța.